# Lit Brothers
Lit Brothers was een warenhuis in de Amerikaanse stad Philadelphia. Samuel en Jacob Lit openden in 1891 de eerste winkel op de hoek van Market en North 8th Street. Lits positioneerde zichzelf als een betaalbaarder alternatief voor de duurdere concurrenten Strawbridge and Clothier, John Wanamaker en Gimbels. De slogan van de winkel was 'Een geweldige winkel in een geweldige stad' en de winkel stond bekend om zijn hoedenafdeling.
Het pand van Lit Brother in Philadelphia, gelegen in het East Center City Commercial Historic District, werd in 1979 toegevoegd aan het National Register of Historic Places.

## Geschiedenis en architectuur

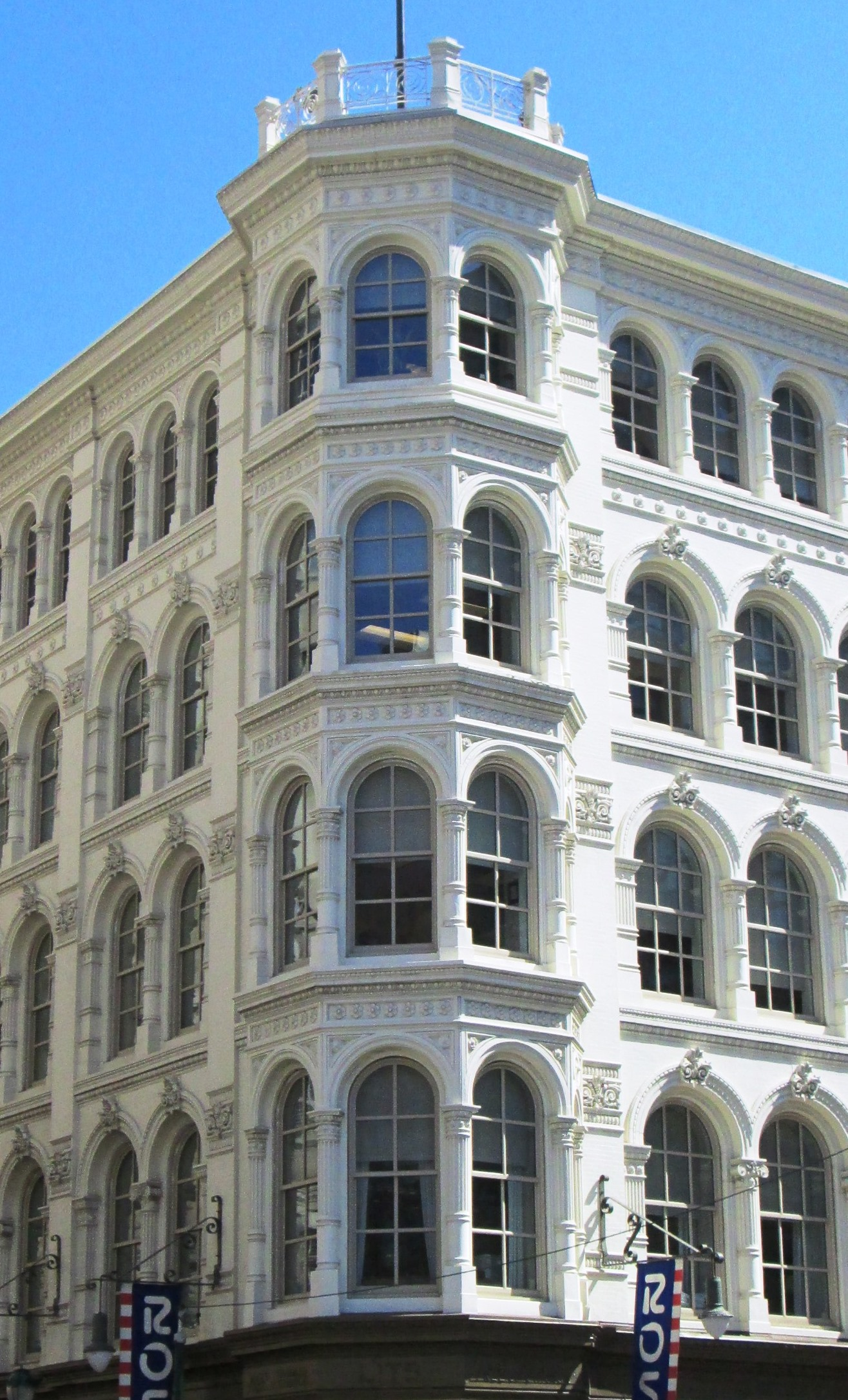
De achthoekige toren aan de westkant van het gebouw in 2013

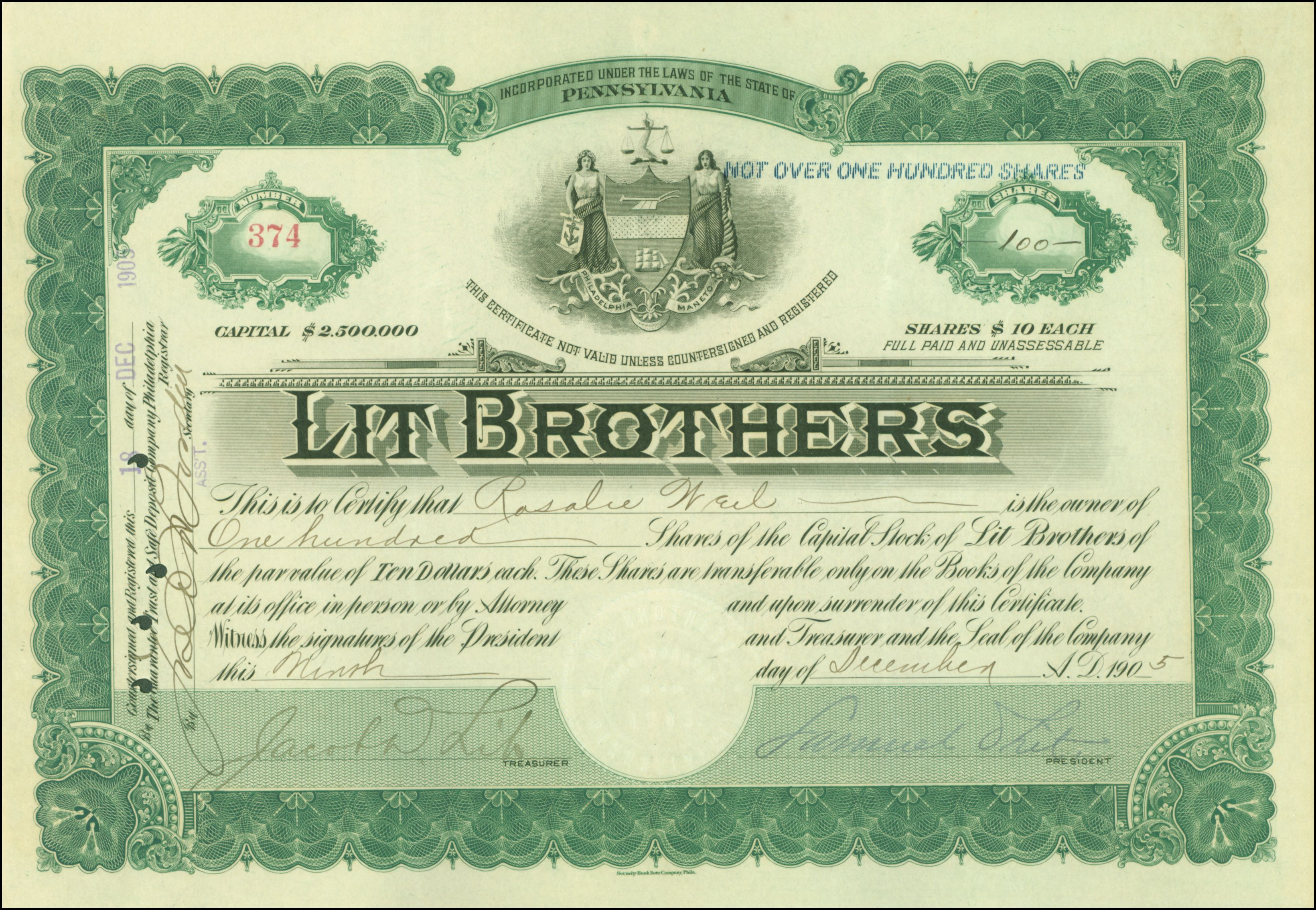
Een aandeelcertificaat van Lit Brothers Company, uitgegeven op 9 december 1905

In 1891 opende Rachel P. Lit (1858-1919) met haar broers een dameskledingwinkel op de hoek van Market Street en North 8th Street. Dankzij het management en de innovatieve reclametechnieken van haar broers, kolonel Samuel David Lit (1859-1929) en Jacob David Lit (1872-1950), groeide hun kleine winkel al snel uit tot een van de grootste detailhandelszaken in Philadelphia.
Van 1895 tot 1907 bleef de winkel uitbreiden, waarbij het bedrijf de resterende gebouwen aan de noordkant van het blok op Market tussen 7th Street en 8th Street overnam. Hieronder waren de winkels van J.M. Maris Dry Goods Store, de Bailey Store en de uitgeverij JB Lippincott. Daarnaast werden nieuwe gebouwen toegevoegd op de hoeken aan beide uiteinden van het blok, ontworpen om op te gaan in de bestaande gebouwen.
Door veranderingen en toevoegingen werd de Lit Brothers Store het enige volledige blok in Victoriaanse architectuur in Philadelphia. Het bestaat uit 33 gebouwen die tussen 1859 en 1918 werden gebouwd en een gemeenschappelijk interieur hebben. De nieuwe gebouwen en de verbouwingen werden ontworpen door Charles M. Autenrieth en Edward Collins.
Hoewel de winkel aan Market Street vaak het "gietijzeren gebouw" werd genoemd, zijn slechts twee van de oorspronkelijke gevels van het gebouw op Market Street 719-721 en Arch Street 714-718 van gietijzer. De overige gebouwen zijn van baksteen, bekleed met marmer of graniet. De twee kopgebouwen zijn opgetrokken uit baksteen en terracotta, met gegalvaniseerde ijzeren versieringen en achthoekige torens. De uniformiteit van de gehele gevel in renaissancestijl wordt ondersteund door het gebruik van een klassiek boograam in alle gebouwen, die dezelfde kleur hebben. 
Het bedrijf werd in 1928 gekocht door Albert M. Greenfield's Bankers Securities Corporation en werd uiteindelijk samengevoegd met City Stores Company – nu CSS Industries, Inc. – een retail holding bestaande uit winkels in stedelijke centra in het zuiden en oosten, waaronder de meubelwinkel W. &amp; J. Sloane en de in Washington, DC gevestigde warenhuisketen Lansburgh's. In 1962 kochten ze de vestigingen van Snellenburg's in de buitenwijken van Philadelphia, een andere warenhuisketen in handen van Bankers Securities Corporation. Deze keten werd in 1963 gesloten. De keten Lit Brothers sloot in 1977.

## Enchanted Colonial Village
Vanaf 1962 organiseerde Lits, net als de andere warenhuizen in Center City, een tentoonstelling tijdens de kerstperiode: het Enchanted Colonial Village werd geopend. Het dorp, ontworpen door Thomas Comerford, een ontwerper uit Philadelphia, kostte ongeveer $ 1 miljoen dollar. Het werd gebouwd door de Duitse speelgoedfabrikant Christian Hofmann uit Bad Rodach. Deze tentoonstelling van een koloniale kerstsfeer werd elk jaar gehouden van Thanksgiving tot en met oudejaarsavond en bleef te zien tot het laatste kerstseizoen in 1976.
De tentoongestelde voorwerpen werden voor $ 35.000 gekocht van de curatoren door de Sun Oil Company, die het later doneerde aan het Atwater Kent Museum. Het is inmiddels gerestaureerd en sinds 2001 worden delen ervan rond de feestdagen tentoongesteld in het Please Touch Museum. Het Please Touch Museum doneerde het complete Lit Brothers Enchanted Colonial Village aan het American Treasure Tour Museum in Oaks, Pennsylvania. Vanaf december 2019 is het American Treasure Tour Museum bezig met het herbouwen van de gehele tentoonstelling en het presenteren ervan als een permanent onderdeel van hun collectie.

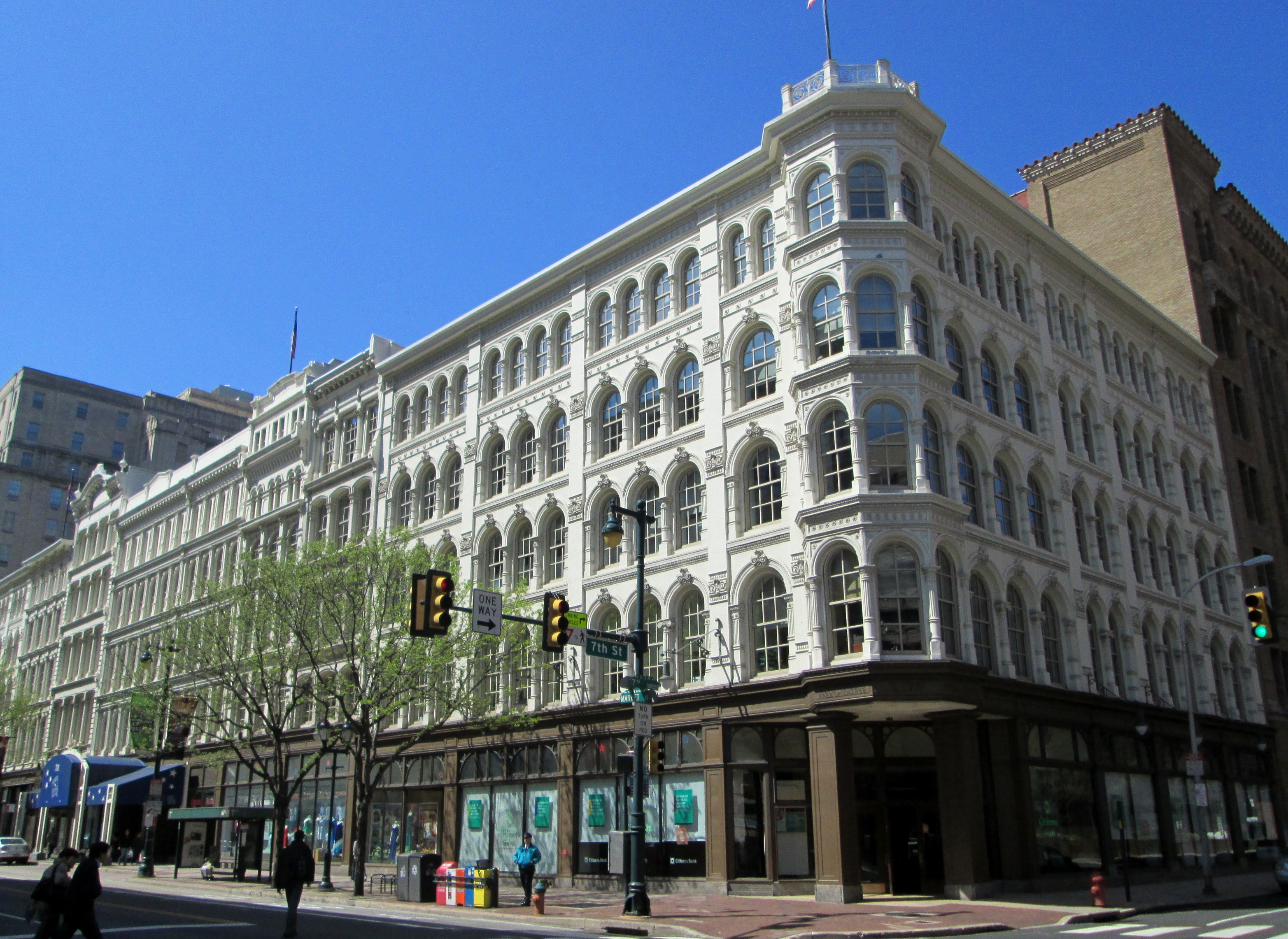
Het voormalige Lit Brothers-gebouw, kijkend naar het westen over Market Street vanaf 7th Street in 2013

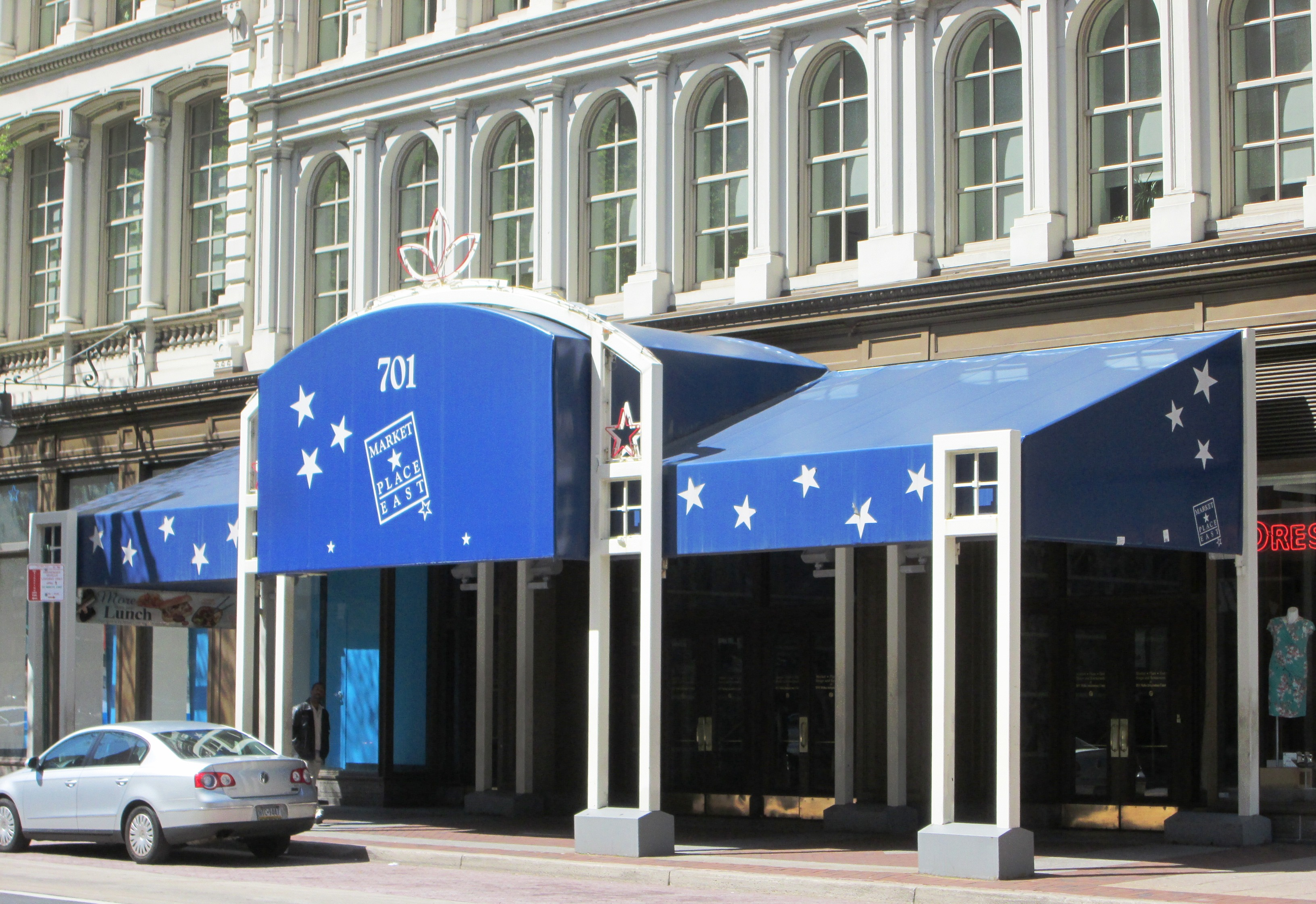
De ingang van Market Place East in 2013

### Groei en concurrentie
Lits zag de groeiende vraag naar vestigingen in de voorsteden en begon winkels te bouwen in winkelcentra in de regio Philadelphia en omgeving, waaronder in het zuiden van New Jersey. Lits had ook een winkel in het nabijgelegen centrum van Camden en was het enige warenhuis in Philadelphia dat een filiaal had langs de kust van New Jersey, toen het Blatt Department Store in het centrum van Atlantic City overnam en deze locatie omdoopte tot Lits. Met de overname van Snellenburg's in 1962 werden er nog meer vestigingen in de voorsteden toegevoegd.
Geconfronteerd met toenemende concurrentie in een veranderend retaillandschap, sloot Lit Brothers in april 1977 haar deuren.

## Filialen in de voorsteden
Bekende filialen in de voorsteden van Philadelphia waren onder meer Bensalem, Plymouth Meeting, Willow Grove, Wyomissing en Voorhees Township (New Jersey).

## Vlaggenschipgebouw
Nadat de keten in 1977 sloot, stond de vlaggenschipwinkel, die het hele blok besloeg, tot eind jaren 1980 leeg. In november 1985 ging Mellon Bank een huurovereenkomst aan voor 25 jaar voor de helft van de oppervlakte van het gebouw. Het gebouw werd door Growth Properties herontwikkeld tot kantoor- en bedrijfsruimte. Het project werd ontworpen door Burt Hill Kosar Rittelmann Associates en John Milner Associates. Het gebouw werd in 1987 heropend als Mellon Independence Center, vernoemd naar de hoofdhuurder, het regionale hoofdkantoor van Mellon Bank, en had winkels op straatniveau en een food court op de benedenverdieping.
De historische 67.000 grootte gebouw  werd in 2007 op de markt gebracht voor een vraagprijs van $ 70 miljoen.  De hoofdingang, met adres Market Street 701, droeg de naam Market Place East, maar werd in juni 2013 omgedoopt tot Lits Building. Five Below verhuisde in 2018 zijn hoofdkantoor naar het Lits-gebouw. 
Sinds 2020 is er bij de hoofdingang een neonbord van Lit Brothers te zien. Het bord met de tekst "Hats Trimmed Free of Charge" is nog steeds te zien op de gevel van het gerenoveerde vlaggenschipgebouw.